# Otto Dix (zespół muzyczny)
Otto Dix – rosyjska grupa muzyczna grająca muzykę dark wave z elementami muzyki industrial, pochodząca z Chabarowska. Charakteryzuje ją mroczny klimat, a teksty piosenek nasycone są melancholią i ponurym klimatem. Zwraca też na siebie uwagę bardzo ekscentryczny image wokalisty zespołu Michaela Drawa. W roku 2006 twórcy postanowili przenieść się do Petersburga.
Zespół zaczerpnął swą nazwę od Ottona Dixa, niemieckiego malarza ekspresjonistycznego.
Zespół wystąpił w Polsce 30 lipca 2010 roku podczas 17 edycji festiwalu Castle Party w Bolkowie.

## Dyskografia
Albumy
- 2005: Эго (Ego) (jako Отто Дикс)
- 2006: Город (Gorod; Miasto)
- 2007: Атомная Зима (Atomnaja Zima; Atomowa Zima)
- 2007: Эго (Переиздание) (Ego [Reedycja])
- 2008: Атомная Зима + Remixes (Atomnaja Zima; Atomowa Zima + Remixy)
- 2009: Зона Теней (Zona Teniej; Strefa cienia)
- 2010: Чудные дни (Czudnyje Dni; Wspaniałe dni)

- 2011: Эго (Переиздание) (Ego [Reedycja])
- 2012: Утопия (сингл) (Utopia [single])
- 2012: Mortem (Mortem)
- 2014 Анима (Anima)
- 2015 АнимуPrzyс (Animus)

DVD
- 2008: Усталость Металла (Ustałostʹ Metałła)